# Сопа (река)
Со́па (в верховье Шоба) — река в России, протекает по территории Сосновецкого сельского поселения Беломорского района и Юшкозерского сельского поселения Калевальского района Республики Карелии. Впадает в озеро Кулянъярви, через которое протекает река Кемь. Длина реки — 52 км, площадь водосборного бассейна — 473 км².

## Бассейн
В 17 км от устья, по левому берегу реки впадает река Лотка. В 5,9 км от устья, по правому берегу реки впадает река Ноломайоки.
Река берёт начало под названием Шоба из безымянной ламбины в 14 км к юго-западу от деревни Кевятозера.
Также бассейну Сопы принадлежат озёра: Верхнее Шоба, Среднее Шоба, Кинеозеро, Верхнее Нолмъярви и Пауколиярви.

## Данные водного реестра
По данным государственного водного реестра России относится к Баренцево-Беломорскому бассейновому округу, водохозяйственный участок реки — Кемь от Юшкозерского гидроузла до Кривопорожского гидроузла. Речной бассейн реки — бассейны рек Кольского полуострова и Карелии, впадает в Белое море.